# Thủy điện Nậm Na 3
Thủy điện Nậm Na 3 là công trình thủy điện xây dựng trên dòng nậm Na trên vùng đất xã Chăn Nưa, huyện Sìn Hồ tỉnh Lai Châu, Việt Nam .
Thủy điện Nậm Na 3 có công suất lắp máy 84 MW với 3 tổ máy, sản lượng điện hàng năm 361 triệu KWh, khởi công tháng 1/2012, dự kiến hoàn thành cuối năm 2015 , thực tế hoàn thành tháng 1/2017..
Hồ chứa nước có chiều cao đập lớn nhất 37.5 m, hồ chứa có mực nước dâng bình thường 235.9 m, cao trình đáy sông nhà máy 206.1m, cột nước tính toán: 20 m 

## Nậm Na
Nậm Na là một phụ lưu của sông Đà. Sông bắt nguồn từ Vân Nam, Trung Quốc và có tên Meng La He (sông Meng La). Nậm Na chảy vào đất Việt ở bản Pa Nậm Cúm, xã Ma Ly Pho, huyện Phong Thổ, tỉnh Lai Châu  22°35′57″B 103°9′39″Đ / 22,59917°B 103,16083°Đ.
Vào đất Việt nó có đoạn ngắn chảy hướng đông, sau đó chuyển đông nam, tây nam rồi nam. Đến xã Lê Lợi, huyện Nậm Nhùn, Lai Châu thì đổ vào sông Đà.
Các bậc thủy điện trên dòng Nậm Na: 
- Thủy điện Nậm Na 1 công suất lắp máy 30 MW, sản lượng điện hàng năm 120 triệu KWh, khởi công năm 2015, hoàn thành tháng 6/2018, đặt tại bản Nậm Cáy xã Hoang Thèn huyện Phong Thổ, Lai Châu. 22°35′46″B 103°15′36″Đ / 22,596134°B 103,259937°Đ[7].
- Thủy điện Nậm Na 2 công suất lắp máy 66 MW với 3 tổ máy, sản lượng điện hàng năm 254 triệu KWh, khởi công 5/2009, hoàn thành đầu năm 2015 tại xã Huổi Luông huyện Phong Thổ và xã Phìn Hồ huyện Sìn Hồ, Lai Châu [8][9] 22°29′41″B 103°13′50″Đ / 22,49472°B 103,23056°Đ.
- Thủy điện Nậm Na 3.

## Công trình liên quan
Trên dòng nậm Ban, một phụ lưu của Nậm Na, tại vùng đất xã Nậm Ban, cách Thủy điện Nậm Na 3 cỡ 13 km hướng bắc đông bắc, là các Thủy điện Nậm Ban, trong đó Nậm Ban 2 22°24′05″B 103°06′28″Đ / 22,401304°B 103,107693°Đ có công suất lắp máy 22 MW, khởi công tháng 1/2014, dự kiến hoàn thành tháng 8/2018. Sông Nậm Ban bắt nguồn từ núi Nậm Sẻ có độ cao 2000 m ở phía tây bắc xã, sát biên giới Việt - Trung.
Các thủy điện triển khai theo phong cách riêng mình đã làm giao thông trở nên "khốn khổ" .